# Gadencourt
Gadencourt település Franciaországban, Eure megyében. Lakosainak száma 365 fő (2022. január 1.). Gadencourt Fains, Hécourt, Merey és Le Plessis-Hébert községekkel határos.

## Népesség
A település népességének változása:
| Lakosok száma | 161  | 144  | 280  | 389  | 382  | 383  | 382  | 381  | 375  | 365  |
|               | 1968 | 1982 | 1990 | 2006 | 2013 | 2015 | 2017 | 2019 | 2020 | 2022 |